# Miles Martinet
The Miles M.25 Martinet là một loại máy bay kéo bia bay của Không quân Hoàng gia và Không quân Hải quân Hoàng gia trong Chiến tranh thế giới II. Đây là máy bay đầu tiên của Anh được thiết kế chuyên nhiệm cho vai trò kéo bia bay.

## Biến thể
- M.25 Martinet:
- M.50 Queen Martinet:
- M.37 Martinet Trainer:

## Quốc gia sử dụng

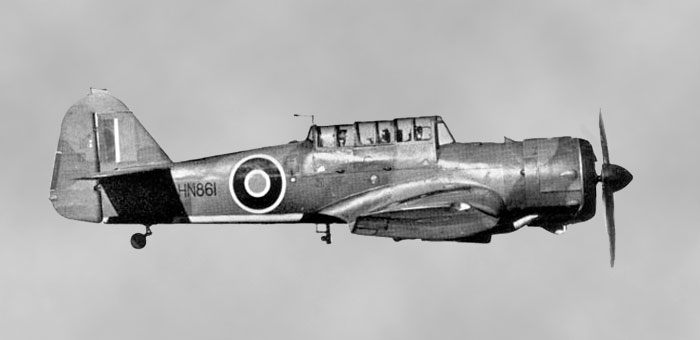
Martinet thuộc RAF

Bỉ
- Không quân Bỉ

 Pháp
- Không quân Pháp

 Ireland
- Quân đoàn Không quân Ireland

 Bồ Đào Nha
- Hải quân Bồ Đào Nha
- Không quân Bồ Đào Nha

 Thổ Nhĩ Kỳ
- Không quân Thổ Nhĩ Kỳ

 Anh Quốc
- Không quân Hoàng gia
- Không quân Hải quân Hoàng gia

## Tính năng kỹ chiến thuật (M.25)

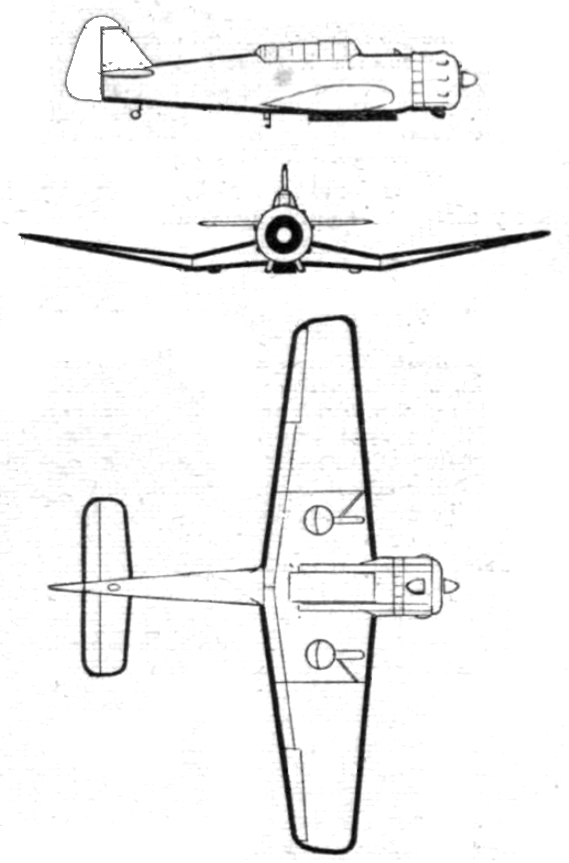

Dữ liệu lấy từ The Hamlyn Concise Guide to British Aircraft of World War II.
Đặc điểm tổng quát
- Kíp lái: 2
- Chiều dài: 30 ft 11 in (9,42 m)
- Sải cánh: 39 ft (11,89 m)
- Chiều cao: 11 ft 7 in (3,53 m)
- Diện tích cánh: 242 ft² (22,48 m²)
- Trọng lượng rỗng: 4.600 lb (2.090 kg)
- Trọng lượng có tải: 6.680 lb (3.030 kg)
- Trọng lượng cất cánh tối đa: 6.750 lb (3.062 kg)
- Động cơ: 1 × Bristol Mercury 20 hoặc 30, 870 hp (649 kW)

 Hiệu suất bay 
- Vận tốc cực đại: 240 mph (386 km/h) trên độ cao 15.000 ft (4.600 m)
- Vận tốc hành trình: 199 mph trên độ cao 5.000 ft (320 km/h trên độ cao 1.525 m)
- Tầm bay: 694 dặm (1.117 km)
- Tải trên cánh: 28,1 lb/ft² (137,1 kg/m²)
- Công suất/trọng lượng: 0,235 hp/lb (0,389 kW/kg)